# Thymistada nigritincta
Thymistada nigritincta är en fjärilsart som beskrevs av B.C.S Warren 1923. Thymistada nigritincta ingår i släktet Thymistada och familjen sikelvingar. Inga underarter finns listade i Catalogue of Life.